# Costa d'Avorio ai Giochi della XX Olimpiade
La Costa d'Avorio partecipò ai Giochi della XX Olimpiade che si sono svolti a Monaco di Baviera dal 26 agosto all'11 settembre 1972, con una delegazione di undici atleti impegnati in due discipline: atletica leggera e canoa. Portabandiera fu l'ostacolista Simbara Maki: per lui, come per il suo paese, si trattava della terza partecipazione ai Giochi. Non fu conquistata nessuna medaglia.